# Wisselsheim
Wisselsheim ist der kleinste Stadtteil von Bad Nauheim im hessischen Wetteraukreis.

## Geographische Lage
Der Stadtteil liegt östlich der Kernstadt. Durch den Ort führt die Kreisstraße 173. Wisselsheim liegt an der Wetter.

## Geschichte

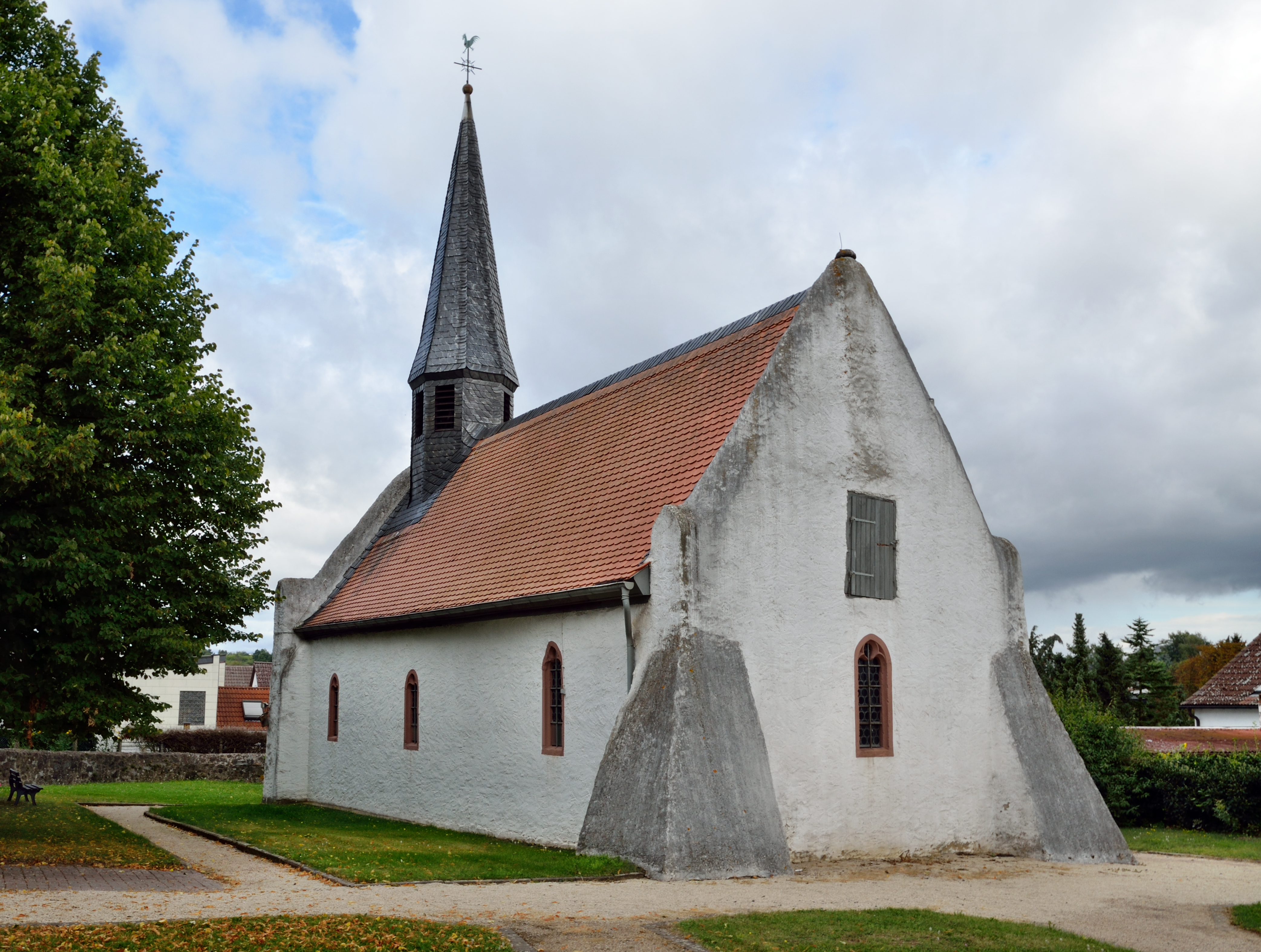
Kirche

### Ortsgeschichte
Die älteste erhaltene Erwähnung des Ortes als Wizinesheim (Heim des Wizzo) stammt von 804 und findet sich im Lorscher Codex.
1550 wurde die Kirche erbaut.
Bereits im 16. Jahrhundert wurde hier Salz aus den Solequellen gewonnen. Im Hofgut Löwenthal befand sich die Verwaltung der Salinenanlage. 1830 wurden die Anlagen aufgegeben. Bad Salzhausen kaufte Teile des Gradierwerkes.
Bis 1806 gehörte der Ort als reichsfreier unmittelbarer Besitz zu 11⁄12 den Freiherren Löw von und zu Steinfurth und zu 1⁄12 den Freiherren Schenck zu Schweinsberg. 1806 fiel Steinfurth durch die Rheinbundakte an das Großherzogtum Hessen und lag hier im Fürstentum Oberhessen (ab 1816: Provinz Oberhessen). Die Niedere Gerichtsbarkeit blieb den Standesherren erhalten und wurde durch deren „Patrimonialgericht Steinfurt“ ausgeübt. Diese Einschränkung staatlicher Souveränität störte das Großherzogtum selbstverständlich.
Dem Großherzogtum gelang es bei der Verwaltungsreform der Jahre 1820 bis 1822 Wisselsheim weiter in die staatlichen Strukturen zu integrieren. Mit dieser Verwaltungsreform wurden auch auf unterer Ebene Rechtsprechung und Verwaltung getrennt. Für die bisher in den Ämtern wahrgenommenen Verwaltungsaufgaben wurden Landratsbezirke geschaffen, für die erstinstanzliche Rechtsprechung Landgerichte. 1822 wurde Wisselsheim faktisch in den Landratsbezirk Butzbach eingegliedert, da die Löw von Steinfurth darauf verzichteten, polizeiliche Rechte selbst wahrzunehmen. Die Rechtsprechung übernahm das neu eingerichtete Landgericht der Freiherren von Löw mit Sitz in Friedberg. Dieses bestand aber keine drei Jahre, bevor die Löw zu Steinfurth es in das Landgericht Friedberg eingliedern ließen. Ab 1867 war dann das neu gegründete Landgericht Nauheim zuständig.
Mit dem Gerichtsverfassungsgesetz von 1877 wurden Organisation und Bezeichnungen der Gerichte reichsweit vereinheitlicht. Zum 1. Oktober 1879 hob das Großherzogtum Hessen deshalb die Landgerichte auf. Funktional ersetzt wurden sie durch Amtsgerichte. So ersetzte das Amtsgericht Nauheim das Landgericht Nauheim. Das Amtsgericht Bad Nauheim bestand bis 1968. Anschließend war das Amtsgericht Friedberg zuständig.
Hessische Gebietsreform (1970–1977)
Im Zuge der Gebietsreform in Hessen fusionierten die Gemeinden Wisselsheim und Rödgen zum 1. Februar 1971 freiwillig zur neuen Gemeinde Wettertal. Bereits am 31. Dezember 1971 wurde das neugebildete Wettertal kraft Landesgesetz in die benachbarte Stadt Bad Nauheim eingemeindet.
Für die eingegliederten ehemals eigenständigen Gemeinden sowie die Kernstadt wurde je ein Ortsbezirk mit Ortsbeirat und Ortsvorsteher nach der Hessischen Gemeindeordnung eingerichtet. Daher entstand für das Gebiet der ehemaligen Gemeinde Wettertal der Ortsbezirk Rödgen-Wisselsheim, der bis heute für die beiden gleichnamigen Bad Nauheimer Stadtteile zuständig ist.

### Hofgut Wisselsheim
Das Hofgut Wisselsheim gehörte einem Herrn Renker. Dessen Tochter Juliane Christiane Renker heiratete im Jahre 1704 Johann Philipp Huth, gen. Wisselsheim 1664–1726, 3. Sohn des Apothekers Johannes Huth (1619–1693).
Dieser wandte sich dem Medizinstudium zu. Nachdem er die Doktorwürde erlangte, ließ er sich in seiner Vaterstadt Friedberg als Arzt nieder und wurde später physicus ordinarius und Hessen-Kassel’scher Rat und Leibmediziner. Infolge der Erbschaft bekam Johann Philipp den Namen Huth-Wisselsheim.
Am 1. Juni 1722 wurde ihm in Anbetracht seiner Verdienste ein persönliches Wappen verliehen, das seine Leibeserben und „Erbes-Erben“ ständig zu führen berechtigt sind. Unterzeichnet ist der Wappenbrief von dem Cousin des Doktors und Sohn des alten Burgpfarrers, dem kaiserlichen Notar Adrian Huth auf der Burg.
Adrian war der Sohn des Burgpfarrers Christoph (1628–1706), also Vetter von Johann Philipp. Juliane Huth überlebte ihren Mann. Ihr Grabstein befindet sich in der alten Liebfrauenkirche in Friedberg im Langschiff, Nordseite unter dem vierten Fenster. Der Ehe Johann Philipps entstammten drei Töchter und zwei Söhne, von denen nur der Ältere bekannt ist. Johann Philipp starb vor dem 19. November 1726.

### Verwaltungsgeschichte im Überblick
Die folgende Liste zeigt die Staaten und Verwaltungseinheiten, denen Wisselsheim angehört(e):
- vor 1806: Heiliges Römisches Reich, 11⁄12 den Freiherren Löw von und zu Steinfurth und zu 1⁄12 den Freiherren Schenck zu Schweinsberg
- ab 1806: Großherzogtum Hessen,[Anm. 2] Oberfürstentum Hessen, Patrimonialgericht von Löw
- ab 1815: Großherzogtum Hessen, Provinz Oberhessen, Patrimonialgericht von Löw
- ab 1821: Großherzogtum Hessen, Provinz Oberhessen, Landratsbezirk Butzbach[Anm. 3]
- ab 1829: Großherzogtum Hessen, Provinz Oberhessen, Verlegung und Umbenennung in Landratsbezirk Friedberg
- ab 1832: Großherzogtum Hessen, Provinz Oberhessen, Kreis Friedberg
- ab 1848: Großherzogtum Hessen, Regierungsbezirk Friedberg
- ab 1852: Großherzogtum Hessen, Provinz Oberhessen, Kreis Friedberg
- ab 1867: Norddeutscher Bund,[Anm. 4] Großherzogtum Hessen, Provinz Oberhessen, Kreis Friedberg
- ab 1871: Deutsches Reich, Großherzogtum Hessen, Provinz Oberhessen, Kreis Friedberg
- ab 1918: Deutsches Reich (Weimarer Republik), Volksstaat Hessen, Provinz Oberhessen, Kreis Friedberg
- ab 1938: Deutsches Reich, Volksstaat Hessen, Landkreis Friedberg[14][Anm. 5]
- ab 1945: Amerikanische Besatzungszone,[Anm. 6] Groß-Hessen, Regierungsbezirk Darmstadt, Landkreis Friedberg
- ab 1946: Amerikanische Besatzungszone, Hessen, Regierungsbezirk Darmstadt, Landkreis Friedberg
- ab 1971: Bundesrepublik Deutschland, Hessen, Regierungsbezirk Darmstadt, Landkreis Friedberg, Gemeinde Wettertal[Anm. 7]
- ab 1972: Bundesrepublik Deutschland, Hessen, Regierungsbezirk Darmstadt, Wetteraukreis, Stadt Bad Nauheim[Anm. 8]

## Bevölkerung

### Einwohnerentwicklung
- 1961: 480 evangelische (= 77,29 %), 127 katholische (= 20,45 %)[1]

| Wisselsheim: Einwohnerzahlen von 1834 bis 2019 | Wisselsheim: Einwohnerzahlen von 1834 bis 2019 | Wisselsheim: Einwohnerzahlen von 1834 bis 2019 | Wisselsheim: Einwohnerzahlen von 1834 bis 2019 | Wisselsheim: Einwohnerzahlen von 1834 bis 2019 |
| --- | ---------------------------------------------- | ---------------------------------------------- | ---------------------------------------------- | ---------------------------------------------- |
| Jahr |                                                |                                                |                                                | Einwohner                                      |
| 1834 | 1834                                           |                                                | 174                                            | 174                                            |
| 1840 | 1840                                           |                                                | 172                                            | 172                                            |
| 1846 | 1846                                           |                                                | 166                                            | 166                                            |
| 1852 | 1852                                           |                                                | 172                                            | 172                                            |
| 1858 | 1858                                           |                                                | 195                                            | 195                                            |
| 1864 | 1864                                           |                                                | 212                                            | 212                                            |
| 1871 | 1871                                           |                                                | 225                                            | 225                                            |
| 1875 | 1875                                           |                                                | 220                                            | 220                                            |
| 1885 | 1885                                           |                                                | 235                                            | 235                                            |
| 1895 | 1895                                           |                                                | 265                                            | 265                                            |
| 1905 | 1905                                           |                                                | 302                                            | 302                                            |
| 1910 | 1910                                           |                                                | 294                                            | 294                                            |
| 1925 | 1925                                           |                                                | 301                                            | 301                                            |
| 1939 | 1939                                           |                                                | 352                                            | 352                                            |
| 1946 | 1946                                           |                                                | 579                                            | 579                                            |
| 1950 | 1950                                           |                                                | 592                                            | 592                                            |
| 1956 | 1956                                           |                                                | 603                                            | 603                                            |
| 1961 | 1961                                           |                                                | 621                                            | 621                                            |
| 1967 | 1967                                           |                                                | 634                                            | 634                                            |
| 1970 | 1970                                           |                                                | 713                                            | 713                                            |
| 1980 | 1980                                           |                                                | ?                                              | ?                                              |
| 1990 | 1990                                           |                                                | ?                                              | ?                                              |
| 2000 | 2000                                           |                                                | ?                                              | ?                                              |
| 2010 | 2010                                           |                                                | 939                                            | 939                                            |
| 2011 | 2011                                           |                                                | 924                                            | 924                                            |
| 2016 | 2016                                           |                                                | 850                                            | 850                                            |
| 2019 | 2019                                           |                                                | 841                                            | 841                                            |
| Datenquelle: Historisches Gemeindeverzeichnis für Hessen: Die Bevölkerung der Gemeinden 1834 bis 1967. Wiesbaden: Hessisches Statistisches Landesamt, 1968. Weitere Quellen: LAGIS; Stadt Bad Nauheim (web archiv): 2010, 2016, 2019; Zensus 2011 |                                                |                                                |                                                |                                                |

### Einwohnerstruktur 2011
Nach den Erhebungen des Zensus 2011 lebten am Stichtag dem 9. Mai 2011 in Wisselsheim 924 Einwohner. Darunter waren 45 (4,9 %) Ausländer.
Nach dem Lebensalter waren 165 Einwohner unter 18 Jahren, 381 zwischen 18 und 49, 171 zwischen 50 und 64 und 210 Einwohner waren älter.
Die Einwohner lebten in 387 Haushalten. Davon waren 108 Singlehaushalte, 120 Paare ohne Kinder und 105 Paare mit Kindern, sowie 42 Alleinerziehende und 12 Wohngemeinschaften. In 87 Haushalten lebten ausschließlich Senioren und in 240 Haushaltungen lebten keine Senioren.

## Politik
Für Rödgen und Wisselsheim besteht ein gemeinsamer Ortsbezirk (Gebiete der ehemaligen Gemeinden Rödgen und Wisselsheim) mit Ortsbeirat und Ortsvorsteher nach der Hessischen Gemeindeordnung. Zur Zusammensetzung siehe Politik Rödgen.

## Kultur und Sehenswürdigkeiten

### Kulturdenkmäler
Siehe Liste der Kulturdenkmäler in Wisselsheim

### Salzwiesen

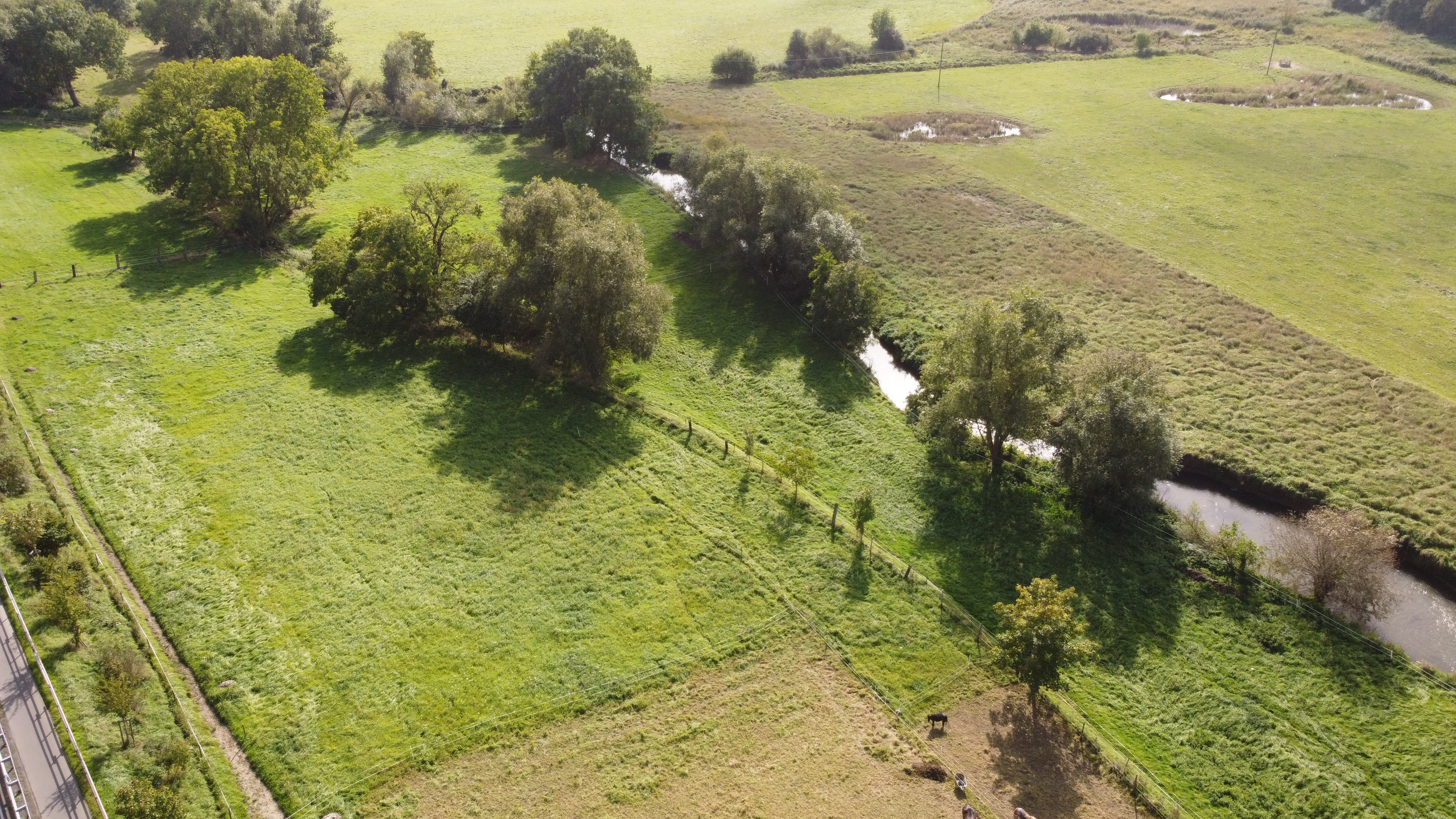
Blick über das Naturschutzgebiet

Schon 1936 wurden die Wisselsheimer Salzwiesen zum Naturschutzgebiet erklärt, weil dort seltene Salzpflanzen wachsen.